# Mahlbusen

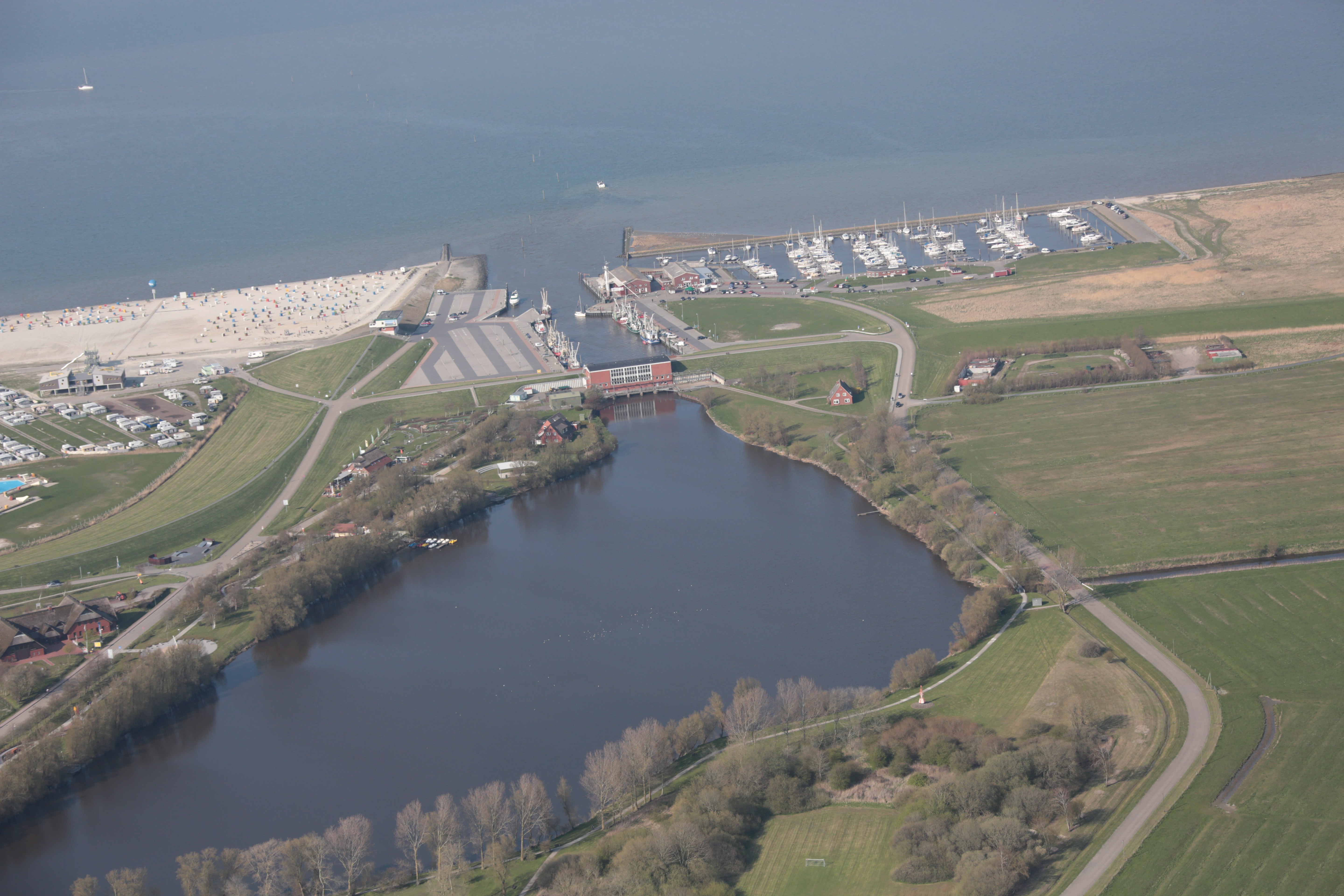
Großer Mahlbusen Dornumersiel/Westeraccumersiel

Ein Mahlbusen ist eine Erweiterung eines Vorfluters zu einem Speicherbecken im Zulauf zu einem Schöpfwerk.

## Funktion
Die Pumpen eines Schöpfwerks sind meist nur zeitweise in Betrieb. Beim Anlaufen der Pumpen sinkt der binnenseitige Wasserstand, da die Pumpen rasch ihre volle Leistung erreichen, das Nachfließen des Wassers im Binnenland durch das geringe Gefälle jedoch nur langsam einsetzt. Mit dem Absinken des Wasserstands steigt die Förderhöhe der Pumpen; das geförderte Volumen sinkt. Ein Mahlbusen vermindert das Absinken des binnenseitigen Wasserstandes und trägt so zu einem wirtschaftlicheren Betrieb des Schöpfwerks bei. Bei Sielen besteht meist keine Notwendigkeit für einen Mahlbusen, da der Sielzug nur langsam einsetzt.
Größere Mahlbusen können genutzt werden, um den Betrieb des Schöpfwerks in die Nachtstunden zu verlagern und so durch günstigere Nachtstromtarife Kosten zu reduzieren. Zudem können Mahlbusen zum Spülen von Sielhäfen und deren Schifffahrtsweg genutzt werden. Hierfür wird Wasser aus dem Binnenland gestaut oder Wasser aus dem Meer bei Tidehochwasser eingelassen und dann bei Tideniedrigwasser schnell abgelassen.
Zur Anlage eines Mahlbusens werden oft vorhandene Geländevertiefungen genutzt, beispielsweise ein durch Landgewinnung im Binnenland liegender früherer Priel. Eine Neuanlage eines Mahlbusens ist meist nur dann wirtschaftlich, wenn ein weiterer Nutzen besteht, etwa die Gewinnung von Material für den Deichbau.
Von Mahlbusen zu unterscheiden sind Speicherbecken, die zwischen Schöpfwerk und Siel liegen. Solche, vor allem an der Nordseeküste Schleswig-Holsteins verbreiteten Speicherbecken sind bei Sturmfluten hilfreich, da die Schöpfwerke dann eine geringere Förderhöhe überwinden müssen.

## Beispiele

### Nordseeküste

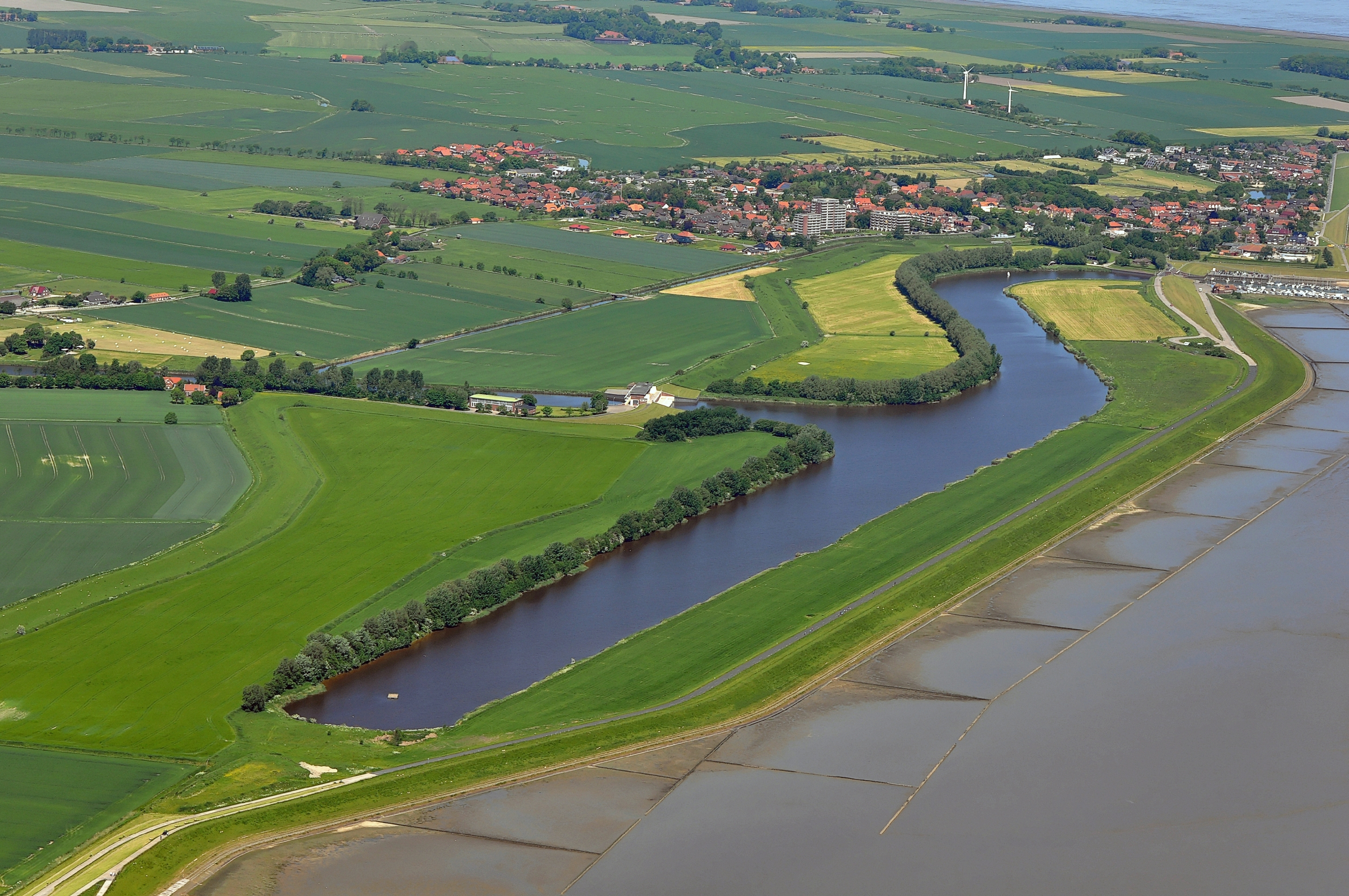
Luftbild des Wangertiefs, im Hintergrund Horumersiel

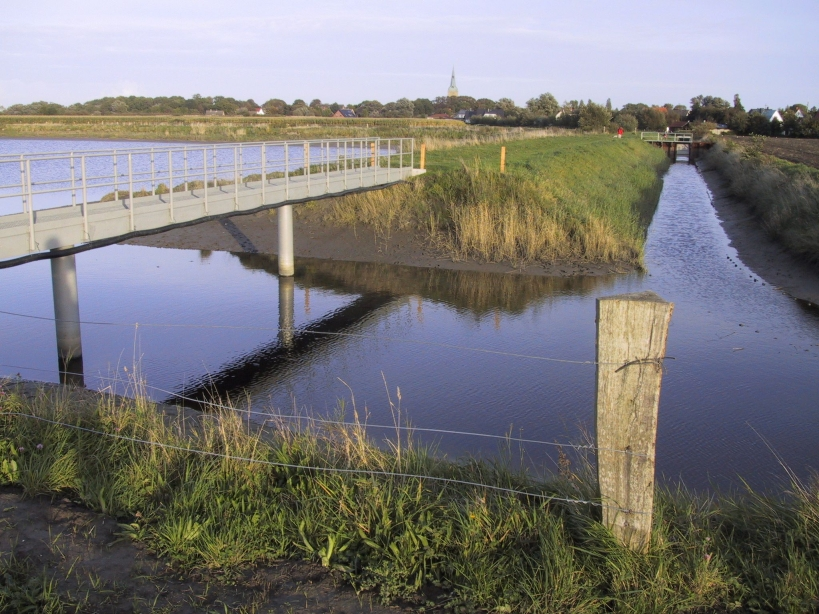
Wremer Mahlbusen (links) mit Sperrwerk (Hintergrund) im Vorfluter, der nach rechts Richtung Deich entwässert

Viele Sielorte in Ostfriesland besitzen vor dem Schöpfwerk am Außendeich einen Mahlbusen:
- Mahlbusen vor dem Schöpfwerk des Knockster Tiefs westlich von Emden (⊙)
- Mahlbusen Dornumersiel / Westeraccumersiel (⊙)
- Mahlbusen mit Binnenhafen in Harlesiel (⊙)
- Wangertief bei Horumersiel (⊙)

Der Mahlbusen in Wremen im Land Wursten (⊙) ist ein Beispiel für die Nutzung zum Spülen eines Sielhafens. Neben dem Vorfluter wurde ein Speicherbecken angelegt, das bei Flut mit Meerwasser gefüllt und bei der nachfolgenden Ebbe zum Spülen des Hafens genutzt werden kann. Ein Sperrwerk im Vorfluter verhindert das Vordringen von Salzwasser ins Binnenland.

### Hamburg
Hamburg-Wilhelmsburg ist als Elbinsel wasserwirtschaftlich gesehen ein Polder. Die Entwässerung erfolgt über ein System von Gräben, örtlich meist „Wettern“ genannt. Diese leiten das Wasser zu Sielen und Schöpfwerken, denen zum Teil Mahlbusen vorgelagert sind:
- Finkenrieker Mahlbusen (⊙): Ein kleiner See vor dem Schöpfwerk Finkenriek im Süden der Elbinsel.[2]
- Mahlbusen am Kuckuckshorn (⊙): Kleiner See im Wilhelmsburger Inselpark. Das westlich des Sees liegende Schöpfwerk Kuckuckshorn entwässert über eine Druckrohrleitung in den rund 800 Meter weiter westlich gelegenen Reiherstieg.[3]

### Andere Beispiele
- Schöpfwerk Alte Kinsach (⊙): Hochwasserschöpfwerk für zwei Donauzuflüsse nahe der Stadt Bogen in Niederbayern.
- Schöpfwerk Straubing (⊙): Hochwasserschöpfwerk in der Stadt Straubing an der Donau.